# Emmanuel Bailly
Emmanuel Bailly, indicato anche come Emanuel Bailly o Emmanuel Bailly de Surcy (Brias, 9 marzo 1794 – Parigi, 12 aprile 1861), è stato un religioso e giornalista francese, uno dei fondatori e primo presidente della Società di San Vincenzo de' Paoli.

## Biografia
Nato nel 1794 a Brias, un comune del dipartimento del Passo di Calais, nella parte più settentrionale della Francia, da una famiglia di ferventi cattolici e devota di san Vincenzo de' Paoli, il giovane Emmanuel, come il fratello maggiore Ferdinand-Joseph, entra nel seminario di Amiens, ove studia teologia, segue corsi di filosofia presso i gesuiti di Saint-Acheul e diviene novizio dei lazzaristi.
Per seguire il fratello Ferdinand, lascia il seminario, si trasferisce a Parigi e decide nel 1819, rinunciando agli ordini, di impegnarsi come laico. Nella capitale ospita a pensione universitari cattolici e insegna filosofia in un Istituto privato. 
Nel 1820 entra nella Congregazione della Beata Vergine ove si occupa delle visite agli ammalati e, quando la Congregazione viene sciolta, forma una propria organizzazione: la Conferenza di Storia. In questo periodo Bailly ha l'opportunità di conoscere giovani di valore quali Jean-Baptiste Henri Lacordaire, Charles Lenormant, Emmanuel d'Alzon, Louis Janmot, Frédéric Ozanam che sarà beatificato da papa Giovanni Paolo II nel 1997, e Charles Baudelaire destinato a divenire un importante poeta e il maggiore esponente del simbolismo.
Il suo pensionato nel frattempo attira sempre più giovani ed Emmanuel, per far fronte alle accresciute esigenze, acquisisce un secondo locale e poi, nel 1825, una grande struttura in place de l’Estrapade, nel quinto arrondissement parigino, dotata anche di stanze per le riunioni ove si organizzano discussioni e dibattiti.
Nel 1830 sposa Marie-Apolline-Sidonie Vrayet de Surcy e, su richiesta del suocero, aggiunge il cognome della moglie al suo. Poco dopo, nello stesso anno, con la Rivoluzione di luglio e il rovesciamento di Carlo X sostituito da Luigi Filippo, le attività della Conferenza sono sospese e i due coniugi, insieme con i genitori, si trasferiscono temporaneamente nei pressi di Amiens, in Piccardia, non lontano dal luogo di nascita di Emmanuel.
L'anno seguente, 1831, torna a Parigi per riattivare il suo pensionato e fondare un nuovo giornale Le Correspondant, divenuto poi Revue Européenne. Nel 1832 crea La Tribune Catholique che, criticata dalle gerarchie vaticane, sarà successivamente sospesa. Proprio nei locali della redazione della Tribune, messi a disposizione da Bailly, Frédéric Ozanam con altri cinque amici,, con l'aiuto e l'assistenza di Emmanuel, mette a punto una nuova organizzazione di benificenza che, collegata, su impulso dello stesso Bailly, devoto del santo, alla Famiglia vincenziana, assumererà poi il nome di Società di San Vincenzo de' Paoli.
Bailly assume la presidenza della Società e la mantiene sino al 1844 quando, anche per problemi personali ed economici, viene sostituito da Jules Gossin, pur rimanendo nel Consiglio generale, fin quasi al termine della sua vita.
Muore a Parigi, nel 1861, a sessantasette anni.

## Scritti
- La mère Marie de Jésus, Paris, Maison de la bonne presse, 1908. Trad italiana: La Madre Maria di Gesù, fondatrice delle piccole suore dell'assunzione, infermiere dei poveri a domicilio, Roma, Desclee e C., 1914.
- Retraite du pèlerinage national a Lourdes. Instructions et conférences données à Lourdes du 19 au 22 août 1915, Paris, Maison de la bonne presse, 1915.
- L' âme du p. Emmanuel d'Alzon, fondateur de la Congrégation des pretres de l'assomption, à travers la réalité quotidienne de sa vie (1810-1880), Rome, Maison Generalice, 1954.